# Castillon-la-Bataille
Castillon-la-Bataille egy francia település Gironde megyében az Aquitania régióban. Lakosainak száma 3320 fő (2022. január 1.). A Castillon-la-Bataille kanton központja.

## Adminisztráció
Polgármesterek:
- 2001–2008 Michel Jouanno (PS)
- 2008–2014 Michel Holmière (UMP)
- 2014–2020 Jacques Breillat

## Demográfia
| Lakosok száma | 3102 | 3207 | 3020 | 3148 | 2858 | 3070 | 3166 | 3194 | 3238 | 3320 |
|               | 1968 | 1982 | 1990 | 2006 | 2013 | 2015 | 2017 | 2019 | 2020 | 2022 |

## Látnivalók
- A déli kapu
- XVIII. századi barokk templom
- Városháza
- Sainte Marguerite kápolna

## Testvérvárosok
- Görögország Episkopi  1993-óta
- Németország Nabburg  1995-óta
- Spanyolország Cascante  1995-óta[2]